# Lazarus (Travie McCoy)
Lazarus è l'album di debutto di Travie McCoy, meglio conosciuto come frontman e cantante dei Gym Class Heroes. L'album è stato pubblicato l'8 luglio 2010. La copertina dell'album è stata disegnata da Brent Rollins, mentre il titolo è preso dal secondo nome di Travie McCoy, che è di origini ebraiche e significa "Dio è il mio aiuto".

## Tracce
1. Dr. Feel Good (feat. Cee-Lo Green) - 3:54
2. Superbad (11:34) - 3:12
3. Billionaire (feat. Bruno Mars) - 3:31
4. Need You - 3:23
5. Critical (feat. Tim William) - 3:17
6. Akidagain - 3:42
7. We'll Be Alright - 3:17
8. The Manual (feat. T-Pain & Young Cash) - 4:10
9. After Midnight - 3:46
10. Don't Pretend (feat. Colin Munroe & Travis Barker) - 3:06

Tracce bonus dell'edizione Deluxe
1. Ms. Tattoo Girl (featuring T-Pain) - 3:23
2. She Did It - 3:59

Tracce bonus dell'edizione iTunes
1. She Did It - 3:59

## Classifiche
| Classifica (2010) | Posizione più alta |
| ----------------- | ------------------ |
| Regno Unito       | 69                 |
| Billboard 200     | 25                 |